# Henry Mancini
Enrico Nicola (Henry) Mancini (Cleveland (Ohio), 16 april 1924 – Beverly Hills (Californië), 14 juni 1994) was een Amerikaans componist van filmmuziek. Waarschijnlijk is hij het bekendst door zijn "The Pink Panther"-filmthema.

## Biografie
Mancini ontving zijn opleiding aan Carnegie Tech Music School en de Juilliard School of Music in New York. Zijn filmmuziek heeft veelal iets lichtvoetigs.
Hij werkte in de muziekafdeling van Universal Pictures waar hij de film over het leven van Glenn Miller van muziek voorzag ("The Glenn Miller Story"). Bekend werd hij met de soundtracks voor "Breakfast at Tiffany's" en "The Pink Panther".
Een ander beroemd nummer is "Moon River", dat hij componeerde voor de film Breakfast at Tiffany's (1961). Bekend is verder zijn melodie "The Good Old Days" (voor de film "Experiment in Terror") die jarenlang als herkenningmelodie voor het VARA consumentenprogramma "Koning Klant" is gebruikt, al zullen weinigen geweten hebben dat Mancini de componist was. Ook is zijn uitvoering van  "76 Trombones" jarenlang gebruikt als herkenningsmelodie voor de Dik Voormekaar Show. 
Naast filmmuziek heeft Mancini ook voor televisieseries gecomponeerd: "Peter Gunn", "Cade's County", "Thorn Birds", "Hotel" en "Columbo"

## Filmografie
(selectie)
- 1952: Sally and Saint Anne
- 1953: Take Me to Town
- 1953: All I Desire
- 1953: Walking My Baby Back Home
- 1954: Creature from the Black Lagoon
- 1954: Saskatchewan
- 1954: Drums Across the River
- 1954: The Far Country
- 1954: The Glenn Miller Story
- 1955: This Island Earth
- 1955: To Hell and Back
- 1957: Kelly and Me
- 1958: Touch of Evil
- 1959: Imitation of Life
- 1961: Breakfast at Tiffany's
- 1961: Bachelor in Paradise
- 1962: Experiment in Terror
- 1962: Hatari!
- 1962: Days of Wine and Roses
- 1963: Charade
- 1963: The Pink Panther
- 1964: A Shot in the Dark
- 1964: Kitten with a Whip
- 1964: Dear Heart
- 1965: The Great Race
- 1965: Moment to Moment
- 1966: Arabesque
- 1967: Two for the Road
- 1967: Wait Until Dark
- 1968: The Party
- 1969: Me, Natalie
- 1969: Gaily, Gaily
- 1970: The Molly Maguires
- 1970: I girasoli
- 1970: Darling Lili
- 1970: Sometimes a Great Notion
- 1973: Oklahoma Crude
- 1974: 99 and 44/100% Dead
- 1975: The Great Waldo Pepper
- 1975: The Return of the Pink Panther
- 1976: Silver Streak
- 1976: The Pink Panther Strikes Again
- 1978: Revenge of the Pink Panther
- 1978: Who Is Killing the Great Chefs of Europe?
- 1979: 10
- 1981: Mommie Dearest
- 1982: Victor Victoria
- 1982: Trail of the Pink Panther
- 1983: Curse of the Pink Panther
- 1986: De Speurneuzen (originele titel: The Great Mouse Detective)
- 1986: That's Life!
- 1987: Blind Date
- 1987: The Glass Menagerie
- 1988: Sunset
- 1989: Welcome Home
- 1991: Married to It
- 1993: Son of the Pink Panther

## Prijzen en nominaties

### Academy Awards
| Jaar | Titel                          | Categorie                                                         | Uitslag     |
| ---- | ------------------------------ | ----------------------------------------------------------------- | ----------- |
| 1955 | The Glenn Miller Story         | Beste muziek voor een film                                        | Genomineerd |
| 1962 | Breakfast at Tiffany's         | Beste dramatische of komische filmmuziek                          | Gewonnen    |
| 1962 | Breakfast at Tittany's         | Beste originele song                                              | Gewonnen    |
| 1962 | Bachelor in Paradise           | Beste filmsong                                                    | Genomineerd |
| 1963 | Days of Wine and Roses         | Beste filmsong                                                    | Gewonnen    |
| 1964 | Charade                        | Beste filmsong                                                    | Genomineerd |
| 1965 | The Pink Panther               | Beste aanzienlijke filmmuziek                                     | Genomineerd |
| 1965 | Dear Heart                     | Beste filmsong                                                    | Genomineerd |
| 1966 | The Great Race                 | Beste filmsong                                                    | Genomineerd |
| 1971 | Darling Lili                   | Beste filmsong                                                    | Genomineerd |
| 1971 | I girasoli                     | Beste filmmuziek                                                  | Genomineerd |
| 1972 | Sometimes a Great Notion       | Beste filmsong                                                    | Genomineerd |
| 1977 | The Pink Panther Strikes Again | Beste filmsong                                                    | Genomineerd |
| 1980 | 10                             | Beste filmmuziek                                                  | Genomineerd |
| 1980 | 10                             | Beste filmsong                                                    | Genomineerd |
| 1983 | Victor Victoria                | Beste filmsong en de aanpassing of de beste aanpassing filmmuziek | Gewonnen    |
| 1987 | That's Life!                   | Beste filmsong                                                    | Genomineerd |

### Emmy Awards
| Jaar | Titel           | Categorie                                                                                   | Uitslag     |
| ---- | --------------- | ------------------------------------------------------------------------------------------- | ----------- |
| 1959 | Peter Gunn      | Beste muzikale bijdrage aan een televisieprogramma, voor het thema                          | Genomineerd |
| 1983 | The Thorn Birds | Beste compositie voor een miniserie of special (dramatische achtergrondmuziek), voor Part I | Genomineerd |

### Golden Globe Awards
| Jaar | Titel                          | Categorie        | Uitslag     |
| ---- | ------------------------------ | ---------------- | ----------- |
| 1965 | Dear Heart                     | Beste filmsong   | Genomineerd |
| 1966 | The Great Race                 | Beste filmmuziek | Genomineerd |
| 1966 | The Great Race                 | Beste filmsong   | Genomineerd |
| 1968 | Two for the Road               | Beste filmmuziek | Genomineerd |
| 1971 | Darling Lili                   | Beste filmsong   | Gewonnen    |
| 1974 | Oklahoma Crude                 | Beste filmsong   | Genomineerd |
| 1976 | The Return of the Pink Panther | Beste filmmuziek | Genomineerd |
| 1980 | 10                             | Beste filmmuziek | Genomineerd |
| 1983 | Victor Victoria                | Beste filmmuziek | Genomineerd |
| 1987 | That's Life!                   | Beste filmsong   | Genomineerd |
| 1988 | The Glass Menagerie            | Beste filmmuziek | Genomineerd |

### Grammy Awards
| Jaar | Titel                          | Categorie                                                                                          | Uitslag     |
| ---- | ------------------------------ | -------------------------------------------------------------------------------------------------- | ----------- |
| 1959 | Peter Gunn                     | Album van het jaar (album: "The Music from Peter Gunn")                                            | Gewonnen    |
| 1959 | Peter Gunn                     | Beste instrumentale arrangement (album: "The Music from Peter Gunn")                               | Gewonnen    |
| 1959 | Peter Gunn                     | Beste soundtrackalbum, achtergrondmuziek - film of televisie (album: "More Music from Peter Gunn") | Genomineerd |
| 1961 | Mr. Lucky                      | Beste soundtrackalbum of opname van muziek voor film of televisie                                  | Genomineerd |
| 1962 | Breakfast at Tiffany's         | Beste soundtrackalbum of opname van muziek voor film of televisie                                  | Gewonnen    |
| 1962 | Breakfast at Tittany's         | Song van het jaar                                                                                  | Gewonnen    |
| 1962 | Breakfast at Tiffany's         | Beste instrumentale arrangement                                                                    | Gewonnen    |
| 1962 | Breakfast at Tiffany's         | Beste performance van een orkest - voor andere dan dansen                                          | Gewonnen    |
| 1962 | Breakfast at Tiffany's         | Album van het jaar                                                                                 | Genomineerd |
| 1965 | The Pink Panther               | Beste muziek voor film of televisie                                                                | Genomineerd |
| 1967 | Arabesque                      | Beste muziek voor film of televisie                                                                | Genomineerd |
| 1970 | Me, Natalie                    | Beste muziek voor film of televisie                                                                | Genomineerd |
| 1971 | Darling Lili                   | Beste muziek voor film of televisiespecial                                                         | Genomineerd |
| 1976 | The Return of the Pink Panther | Album van beste muziek voor film of televisiespecial                                               | Genomineerd |
| 1979 | Revenge of the Pink Panther    | Beste muziekalbum voor film of televisiespecial                                                    | Genomineerd |
| 1983 | Victor Victoria                | Beste muziekalbum voor film of televisiespecial                                                    | Genomineerd |
| 1988 | The Glass Menagerie            | Beste album van achtergrondmuziek voor film of televisie                                           | Genomineerd |

## Varia
De eerste paar maten van zijn nummer "High Time" werden gebruikt in de oorspronkelijke herkenningsmelodie van het radioprogramma Ko de Boswachtershow.